# Яйце динозавра
«Яйце динозавра» (монг. Öndög) — монгольський драматичний фільм 2019 року, поставлений китайським режисером Ваном Цюаньанем. Світова прем'єра відбулася 8 лютого 2019 року на 69-му Берлінському міжнародному кінофестивалі, де фільм брав участь в основній конкурсній програмі у змаганні за «Золотого ведмедя». .

## Сюжет
У монгольському степу знайдено оголений труп молодої жінки. 18-річний недосвідчений поліцейський призначений охороняти потенційне місце злочину. Незабаром його відвідує 35-річна пастушка, яка повинна допомогти йому в цій справі. Відома під іменем «Динозавр» самодостатня жінка знає, як користуватися гвинтівкою і відлякувати вовків. Вона також запалює вогонь від холоду і п'є алкоголь. Алкоголь допомагає їм не замерзнути в степу. За її ініціативою вони стають ближчими одне до одного. Ранком вони розійдуться кожен своєю доро́гою. Пастушка стає вагітною. Замість того, щоб жити з поліцейським, у неї є свій власний план майбутнього, який пов'язаний з одиноким степовим пейзажем у розлуці з батьком своєї улюбленої дитини на все своє життя…

## У ролях
| • Дуламжав Енкхтайван | … | пастушка             |
| • Аоріґелету          | … | пастух               |
| • Батмунх Норовсамбуу | … | молодий поліцейський |
| • Арилд Жантемір      | … | шеф поліції          |

## Знімальна група
- Автор сценарію — Ван Цюаньань
- Режисер-постановник — Ван Цюаньань
- Продюсер — Ван Цюаньань
- Виконавчий продюсер — Дашниам Бимбасогт
- Оператор — Аймерик Піларскі
- Монтаж — Ян Веньцзян
- Художник-постановник — Батер
- Художник-костюмер — Вурічайгу
- Звук — Ван Чангруй

## Нагороди та номінації
| Список нагород та номінацій                | Список нагород та номінацій | Список нагород та номінацій | Список нагород та номінацій | Список нагород та номінацій | Список нагород та номінацій |
| Кінофестиваль/Кінопремія                   | Рік                         | Категорія                   | Номінант(и)                 | Результат                   | Дж                          |
| ------------------------------------------ | --------------------------- | --------------------------- | --------------------------- | --------------------------- | --------------------------- |
| 69-й Берлінський міжнародний кінофестиваль | 2019                        | Золотий ведмідь             | Яйце динозавра              | Номінація                   |                             |